# Cophyla
Cophyla là một chi động vật lưỡng cư trong họ Nhái bầu, thuộc bộ Anura. Chi này có 3 loài và 33% bị đe dọa hoặc tuyệt chủng.

## Hình ảnh

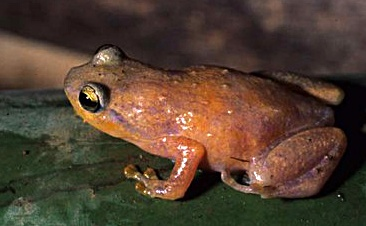
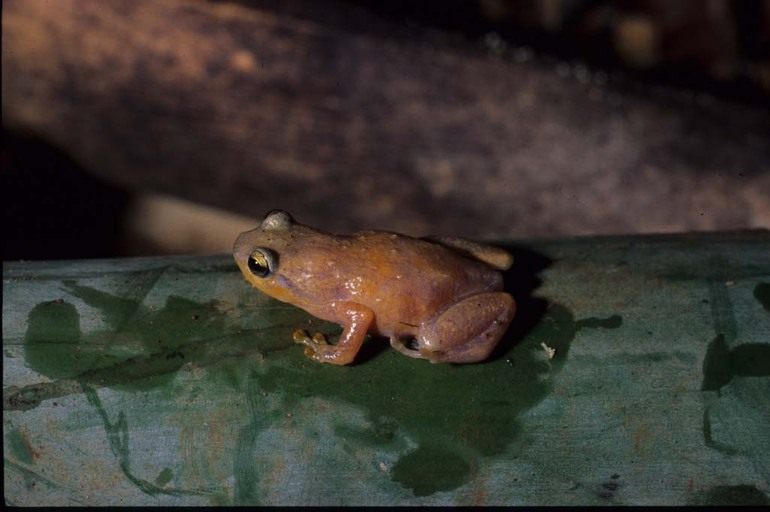